# X Corp.
X Corp. — американская технологическая компания, основанная предпринимателем Илоном Маском 9 марта 2023 года и пришедшая на смену компании Twitter, Inc., с марте 2025 года в составе холдинга xAI Holdings (объединяющего X Corp. и xAI).
Штаб-квартира компании находится в г. Сан-Франциско.

## История

### Концептуализация и планирование (2022—2023)
В апреле 2022 года документы, поданные в Комиссию по ценным бумагам и биржам (SEC), показали, что Маск создал три юридических лица в Делавэре, все под названием X Holdings. Согласно документам, одна из компаний должна была слиться с Twitter, Inc., а другая должна была стать материнской компанией новой объединённой компании. Затем третья организация поможет получить кредит в размере 13 миллиардов долларов, предоставленный различными крупными банками, для приобретения Twitter.
Название «X» восходит к X.com — интернет-банку, основанному Маском в 1999 году (в июне 2001 года X.com стал PayPal). 
Также, Маск рассматривал возможность создания холдинговой компании под названием «X» для Tesla, Inc. и SpaceX в августе 2012 года. В июле 2017 года Маск выкупил домен X.com у PayPal. Маск подтвердил свою поддержку имени «X» в декабре 2020 года, ответив пользователю Твиттера, который возобновил призывы к Маску создать новую холдинговую компанию под этим именем, хотя он отверг идею приобретения своего бизнеса Крису Андерсону[прояснить].
Маск выразил заинтересованность в создании приложения, похожего на WeChat (китайского приложения для обмена мгновенными сообщениями, социальных сетей и мобильных платежей) в подкасте в мае 2022 года; в июне Маск сказал сотрудникам Twitter, что Twitter — это «цифровая городская площадь», которая должна быть всеобъемлющей, как WeChat. 
Концепция X закрепилась в октябре 2022, когда Маск написал в Твиттере, что приобретение Twitter является «ускорителем создания X, универсального приложения» — по словам Маска — Twitter ускорит создание X «на 3-5 лет». 
На конференции Morgan Stanley в марте 2023 года Маск снова назвал X потенциально «крупнейшим финансовым учреждением в мире».
27 октября 2022 года Маск приобрёл Twitter за 44 миллиарда долларов и впоследствии стал его генеральным директором.

### Формирование (2023 — настоящее время)
В марте 2023 года Маск зарегистрировал X Holdings Corp. и X Corp. в Неваде. В тот же день Маск зарегистрировал компанию по искусственному интеллекту (ИИ) X.AI. Позже в том же месяце Маск подал заявку на слияние X Holdings I с X Holdings Corp. и Twitter, Inc. с X Corp. В документации Маск сообщил, что капитал X Holdings Corp. составляет 2 миллиона долларов США; X Holdings Corp. также будет материнской компанией для X Corp. 
В том же месяце в электронном письме для всей компании Маск объявил, что сотрудники Twitter получат акции X Corp.
В апреле 2023 года в суд был подан иск[какой?], правым политическим активистом Лауры Лумер, против Twitter и его бывшего генерального директора Джека Дорси. Компания Twitter, Inc. уведомила суд о том, что она была объединена в X Corp. в  г. Сан-Франциско, Калифорния.
 
Аналогичный[какой?] иск был подан в Окружной суд США Южного округа Флориды.
11 мая 2023 года Маск написал в Твиттере, что нашёл замену на посту генерального директора Twitter и X Corp. 
На следующий день, 12 мая, он назначил Линду Яккарино новым генеральным директором, добавив, что она «сосредоточится в первую очередь на бизнес-операциях, а он сосредоточится на дизайне продуктов и новых технологиях»; Яккарино сменила Маска 5 июня.
Fidelity Investments оценила стоимость компании в 15 миллиардов долларов в июне 2023 года.